# Schefflera
Schefflera J.R.Forst. & G.Forst., 1776 è un genere di piante della famiglia delle Araliaceae.

## Distribuzione e habitat
Il genere è presente in Nuova Zelanda e nelle isole del Pacifico sud-occidentale (isole Fiji, Nuova Caledonia, Samoa, Vanuatu).

## Tassonomia
Il genere comprende le seguenti specie:
- Schefflera balansana Baill.
- Schefflera candelabrum Baill.
- Schefflera coenosa (R.Vig.) Frodin
- Schefflera digitata J.R.Forst. & G.Forst.
- Schefflera euthytricha A.C.Sm.
- Schefflera kerchoveiana (Veitch ex W.Richards) Frodin & Lowry
- Schefflera leratii R.Vig.
- Schefflera neoebudica Guillaumin
- Schefflera ouveana (Däniker) Frodin
- Schefflera pseudocandelabrum R.Vig.
- Schefflera samoensis (A.Gray) Harms
- Schefflera vieillardii Baill.
- Schefflera vitiensis (A.Gray) Seem.

## Usi
Sono molto apprezzate come piante da appartamento principalmente per il portamento e per il fogliame.

## Coltivazione
La loro coltivazione è abbastanza facile, nonostante non tollerino il pieno sole, durante la bella stagione possono essere tenute all'aperto.
Si moltiplicano per seme oppure, con gli opportuni accorgimenti, per talea.